# Bevolkingspiramide
Een bevolkingspiramide is een grafiek of diagram van de leeftijdsopbouw van een bevolking in de vorm van een rug-aan-rug-histogram voor mannen en vrouwen. Eigenlijk klopt de benaming "bevolkingspiramide" niet. De goede benaming is "bevolkingsdiagram". De beide histogrammen tonen het aantal mannen (links) en het aantal vrouwen (rechts) van een bepaalde bevolking in leeftijdsgroepen van vijf jaar.

## Vormen

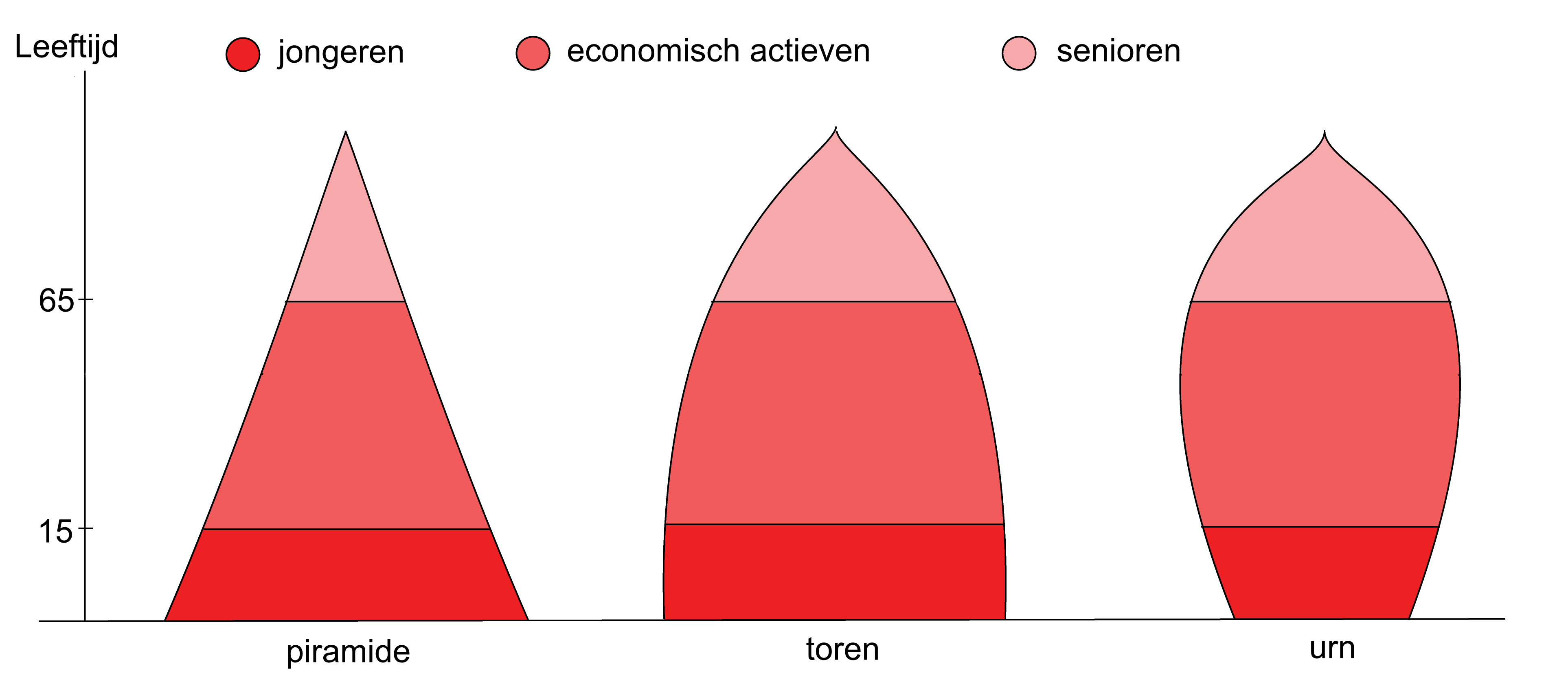
3 types bevolkingspiramides

### Piramide
Aan deze vorm ontleent de bevolkingspiramide zijn naam. De min of meer driehoekige vorm van de verdeling doet denken aan een piramide of een exponentiële verdeling. De brede basis wijst op een groot aantal kinderen, maar het snelle versmallen toont aan dat veel mensen in elke leeftijdsklasse sterven. Daarom wijst de piramide op een bevolking waarin er een hoog geboortecijfer, een hoog sterftecijfer en een korte levensverwachting is. Dit is het typische patroon voor een minder economisch ontwikkeld land waar er weinig toegang is tot geboortebeperking, slechte hygiëne (vaak wegens een gebrek aan schoon water) is en weinig toegang is tot gezondheidsdiensten.
Meestal zijn er meer vrouwen dan mannen in elke leeftijdsgroep, en met name op in oudere groepen. Dit komt doordat vrouwen een langere levensverwachting hebben.

### Toren, fles of stolp
De smalle basis van de min of meer rechthoekige verdeling wijst op relatief weinig kinderen en jonge mensen, en weinig verandering in de bevolkingsgrootte tussen opeenvolgende leeftijdsgroepen. Er is weinig sterfte in de lagere leeftijdsklassen. Deze piramide is typisch voor een economisch meer ontwikkeld land, dat lage geboorte- en sterftecijfers heeft en een lange levensverwachting. Anticonceptie wordt veel gebruikt en er is goede openbare hygiëne en gezondheidszorg.

### Urn (ook wel 'ui' genoemd)
De basis van de piramide kan zelfs smaller zijn dan het midden.  Men spreekt dan van een "urn". Dit wijst op een dalend geboortecijfer.  Dit is het geval in vele landen van West-Europa. Dikwijls gaat dit gepaard met een brede top, de babyboomers.

### Tol
De basis van de tol is zeer smal, in het midden verbreedt deze en de top is ook zeer breed. Dit ziet men vooral bij landen met veel immigratie, bijvoorbeeld Luxemburg. Soms is er slechts aan één kant een uitstulping, dan overheerst een bepaald geslacht (bijvoorbeeld mannen in Qatar).

### Overige afwijkingen
Bevolkingspiramides hebben vaak afwijkingen die belangrijke informatie verschaffen:
- Oorlogen veroorzaken inkepingen aan de linkerkant door de omgekomen mannen, maar ook daaronder een inkeping aan beide kanten door de dip in het geboortencijfer (dode of dienstdoende mannen verwekken geen kinderen). Wanneer in de oorlog relatief veel burgerslachtoffers zijn gevallen, zal aan de bovenkant ook een inkeping aan de rechterkant vormen;
- Andere grote rampen zoals hongersnoden en epidemieen, geven een soortgelijk beeld met inkepingen door zowel de directe doden als de daling van het geboortencijfer;
- Babybooms kunnen uitstulptingen veroorzaken, en kleinere uitstulpingen daaronder door de kinderen van deze grotere generatie;
- Hoge huizenprijzen kunnen vergrijzing in een gemeente verder versterken, waardoor de basis van bevolkingspiramides in deze gemeentes nog smaller wordt. Er ontstaat een extra diepe inkeping in de 20-29 leeftijdsgroep omdat die geen woning in de gemeente kan veroorloven;
- De bevolkingspiramide van Nauru heeft een relatief brede basis en midden, maar een sterk versmallende top. Dit is toe te schrijven aan obesitas, waardoor de levensverwachting laag is en de meeste mensen niet oud worden.

## Toepassingen
De piramides van de bevolking kunnen worden gebruikt om het aantal economische afhankelijken te vinden. Economische afhankelijken worden gedefinieerd als degenen onder 15 jaar (kinderen in fulltime onderwijs en daarom onbekwaam te werken) en degenen ouder dan 65 (zij die zich hebben teruggetrokken). In sommige economisch minder ontwikkelde landen beginnen de kinderen te werken vóór de leeftijd van 15, en in wat meer economisch ontwikkelde landen is het niet gebruikelijk om met werken te beginnen voor 18 of 21 jaar. De overheid moet de economie plannen zodanig dat de beroepsbevolking deze afhankelijken kan steunen.
De bevolkingspiramides zijn ook nuttig bij planning. Zij worden gebruikt om veranderingen in de leeftijdsopbouw van de bevolking te voorspellen zodat plannen kunnen worden voorgelegd om de voorspelde veranderingen het hoofd te bieden. Een huidig voorbeeld hiervan zijn de plannen van de Britse overheid om de problemen van de verouderende bevolking in het Verenigd Koninkrijk aan te pakken.
Sociaal-historici kunnen belangrijke informatie in bevolkingspiramides vinden. Zo zijn er in Duitsland veel meer mannen in de leeftijd 20-35 dan vrouwen. Dit is toe te schrijven aan een toevloed van immigranten uit Turkije en Joegoslavië die in Duitsland kwamen werken in de jaren 90. Hun vrouwen en families bleven achter.

## Nederland

Bevolking Nederland 1950-2010 verdeeld in leeftijd en geslacht (bron:CBS)

## België

België (2005)

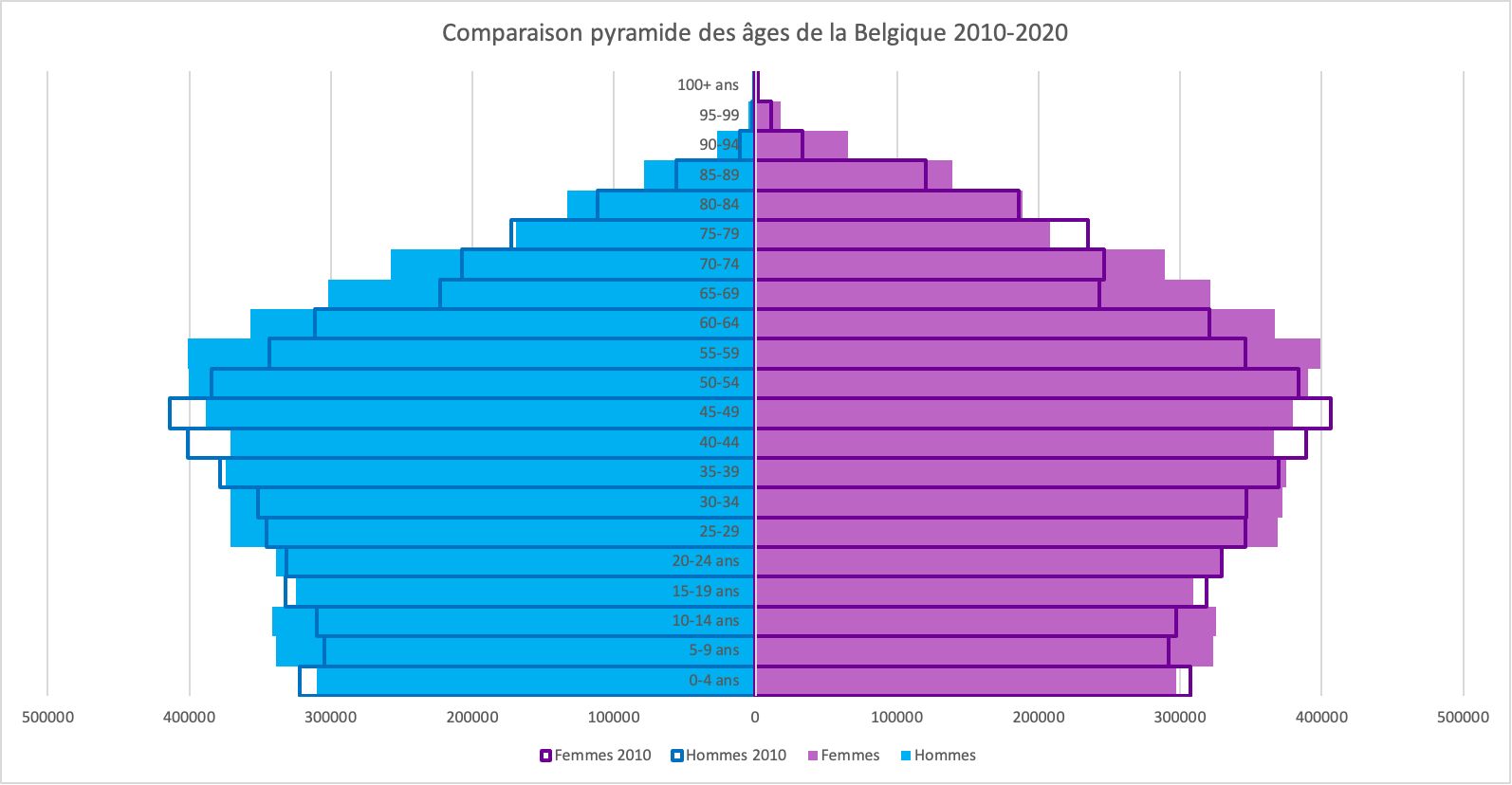
Bevolkingspiramide van België (2010 en 2020)